# إيرل لويس
إيرل لويس (بالإنجليزية: Earl Lewis)‏ هو بروفيسور أمريكي، (و. 1900  م).